# Satz von Brahmagupta

Der Satz von Brahmagupta ist eine Aussage in der euklidischen Geometrie über Streckenverhältnisse in bestimmten Sehnenvierecken.

„Wenn die Diagonalen in einem Sehnenviereck aufeinander senkrecht stehen, dann teilt das Lot durch den Diagonalenschnittpunkt auf eine Seite deren gegenüberliegende Seite in 2 gleich große Strecken.“

Die Aussage ist nach dem indischen Mathematiker und Astronomen Brahmagupta (598–668) benannt.